# Толкачов Віталій Михайлович
Віта́лій Миха́йлович Толкачо́в (5 серпня 1973 — 29 серпня 2014) — молодший сержант Збройних сил України, учасник російсько-української війни.

## Короткий життєпис
Народився 1973 року в селі Велика Костромка (Апостолівський район, Дніпропетровська область).
В часі війни — старший водій, 40-й батальйон територіальної оборони «Кривбас».
Загинув 29 серпня 2014 року при виході колони з Іловайська «гуманітарним коридором», який був обстріляний російськими військами біля села Новокатеринівка.
2 вересня 2014-го тіло Віталія Толкачова разом з тілами 87 інших загиблих у Іловайському котлі привезено до запорізького моргу. Упізнаний бойовими товаришами та родичами.
Похований в селі Велика Костромка.
Лишилась сестра Наталія.

## Нагороди та вшанування
За особисту мужність і героїзм, виявлені у захисті державного суверенітету та територіальної цілісності України, вірність військовій присязі під час російсько-української війни, відзначений — нагороджений
- 15 травня 2015 року — орденом «За мужність» III ступеня (посмертно)[1]
- Його портрет розміщений на меморіалі «Стіна пам'яті полеглих за Україну» у Києві: секція 3, ряд 3, місце 35
- Вшановується 29 серпня на щоденному ранковому церемоніалі вшанування українських захисників, які загинули цього дня у різні роки внаслідок російської збройної агресії[2]
- Іловайський Хрест (посмертно)